# Diło
Diło (ukr. Діло, rus. Дѣло) – gazeta ukraińska wydawana we Lwowie w latach 1880–1939.
Nie będąc nigdy oficjalnym organem partyjnym, „Diło” reprezentowało kolejno linię polityczną kolejno: Ukraińskiej Partii Narodowo-Demokratycznej (od 1899), Ukraińskiej Ludowej Partii Pracy (od 1919), wreszcie Ukraińskiego Zjednoczenia Narodowo-Demokratycznego (UNDO) (od 1925 do agresji III Rzeszy i ZSRR na Polskę). W czasie okupacji Lwowa przez armię rosyjską (sierpień 1914 – czerwiec 1915) wydawane w Wiedniu pod faktyczną redakcją Wiaczesława Budzynowskiego.
Po 1912 redaktorami gazety byli Wasyl Panejko (1912–1918, z czego w Wiedniu 1914–1915), Dmytro Łewycki (1923–1925), Wołodymyr Ochrymowycz i Fed Fedorciw (1925–1927), Wasyl Mudry (1927–1939). W latach 1936–1939 w czasie pełnienia przez Mudrego obowiązków wicemarszałka Sejmu RP funkcję redaktora naczelnego faktycznie sprawowało kolegium: Iwan Kedryn-Rudnycki, Iwan Nimczuk i Wołodymyr Kuźmowycz. Iwan Kedryn-Rudnycki był w latach 1937–1939 szefem działu politycznego „Diła”. Ostatni numer „Diła” ukazał się 6 września 1939.
Z gazetą współpracował m.in. (w latach dwudziestych XX w.) Stepan Czarnecki, ukraiński poeta, tłumacz, dziennikarz i publicysta.